# Mehmet Kubaşık

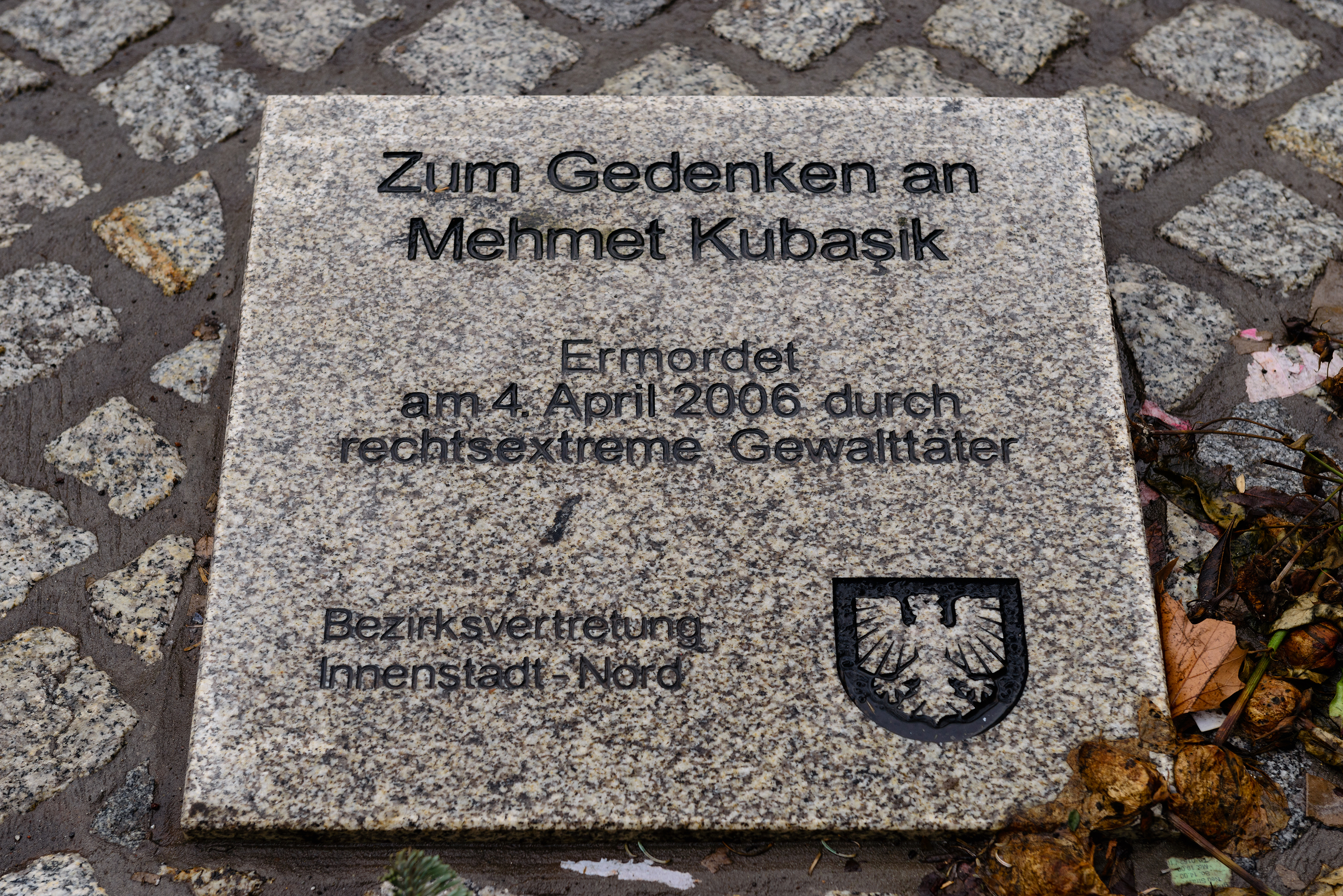
Gedenktafel für Mehmet Kubaşık vor seinem früheren Kiosk in der Dortmunder Mallinckrodtstraße

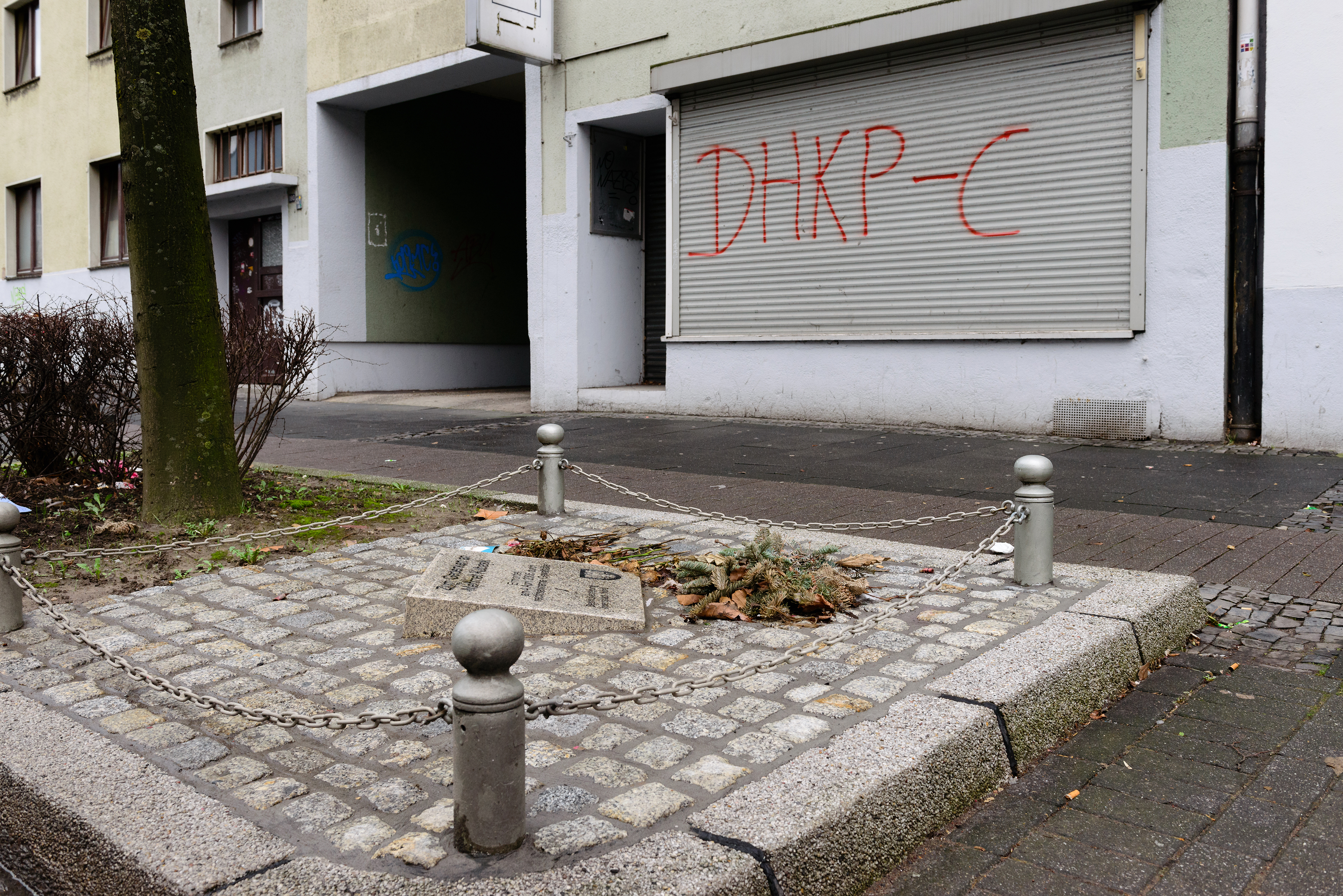
Gesamtaufnahme der Gedenkstätte

Mehmet Kubaşık (anhörenⓘ; geb. 1. Mai 1966 in Hanobası, Landkreis Pazarcık; gest. 4. April 2006 in Dortmund) war ein deutscher Einzelhändler türkischer Herkunft und kurdischer Abstammung. Er wurde von Mitgliedern der rechtsextremen Terrorgruppe Nationalsozialistischer Untergrund (NSU) erschossen und war das achte Todesopfer ihrer NSU-Mordserie. Bis zur Selbstenttarnung des NSU im November 2011 verdächtigten die Ermittlungsbehörden fälschlich Kubaşık selbst krimineller Machenschaften und seine Familie der Beteiligung an der Tat.

## Herkunft und Familie
Geboren im Dorf Hanobası, wuchs der Kurde und türkische Staatsbürger Kubaşık in Südostanatolien auf und arbeitete dort im Landwirtschaftsbetrieb seines Vaters. Er heiratete seine Jugendliebe Elif gegen den Willen der Eltern; sie bekamen 1986 die gemeinsame Tochter Gamze und lebten in Hanobası. 1987 wurde Kubaşık zum 18-monatigen Militärdienst einberufen, den er gemeinsam mit dem sechsten Opfer der NSU-Mordserie İsmail Yaşar ableistete. Wegen der zunehmend bedrohlichen Lage für die Familie, die der verfolgten religiösen Minderheit der Aleviten angehört, floh Mehmet Kubaşık mit Frau und Tochter 1991 in die Bundesrepublik Deutschland und beantragte gemeinsam mit seiner Familie Asyl, und zwar – auf Vermittlung eines Bekannten – in Dortmund. Nach einem zwischenzeitlichen Aufenthalt in der Schweiz und knapp zwei Jahren in einer Flüchtlingsunterkunft wurde seinem Antrag stattgegeben. Mit seiner Ehefrau Elif hatte er neben der Tochter zwei in Deutschland geborene Söhne; alle Familienangehörigen nahmen 2003 die deutsche Staatsangehörigkeit an. Seine Frau Elif nannte das „eine bewusste Entscheidung“: „Deutschland fühlte sich als Heimat an.“

## Arbeitsleben
Kubaşık begann als Hilfsarbeiter in einem Großhandel für Obst und Gemüse und arbeitete dann als Bauarbeiter, bevor er einen Schlaganfall erlitt. Als er sich davon erholt hatte, machte er sich selbständig; er eröffnete einen Kiosk in der Mallinckrodtstraße in der Dortmunder Nordstadt (Lage). Er hatte den Kiosk zwei Jahre lang mit Hilfe seiner Familie betrieben und kürzlich beschlossen, das Geschäft aufzugeben, da die Arbeit das Familienleben aufzehrte, als Kubaşık am Mittag des 4. April 2006 erschossen wurde.

## Tod und Ermittlungen
Kubaşık wurde gegen 13 Uhr von einer Kundin in einer Blutlache liegend hinter dem Tresen seines Kiosks aufgefunden; Zeugen der Tat gibt es nicht. Laut einer Fallanalyse des Landeskriminalamtes Baden-Württemberg von 2007 suchten die Täter den Kiosk zwischen 12 und 13 Uhr auf und schossen mit derselben Pistole der Serie Česká 83, die bei allen als NSU-Mordserie bezeichneten Tötungsdelikten benutzt wurde, viermal auf ihn und trafen zweimal. Es wurde nur eine Patronenhülse gefunden.
Einen Tag nach dem Tod Kubaşıks begannen die Befragungen seiner Angehörigen, da die Ermittlungsbehörden fälschlich davon ausgingen, dass die NSU-Mordserie eng mit dem familiären Hintergrund der Opfer zusammenhänge. Witwe und Kinder wurden getrennt voneinander nach vermeintlichen Drogengeschäften, Mafia- und PKK-Kontakten des Vaters befragt und lange selbst der Tat verdächtigt. Da der Verdacht gegen Mehmet Kubaşık bald öffentlich bekannt wurde, wurde die Familie daraufhin über Jahre stigmatisiert. Wegen der zufälligen und kurzen Bekanntschaft mit İsmail Yaşar vermuteten die Ermittler, beide hätten eine politische Organisation in der Türkei mitfinanziert und seien deswegen umgebracht worden. In Richtung einer rechtsterroristischen Motivation wurde – wie bei fast allen anderen Fällen der NSU-Mordserie – erst im November 2011 ermittelt. Dazu kam es durch die Selbstenttarnung der Terrorzelle und den folgenden erweiterten Suizid der beiden Haupttäter Uwe Mundlos und Uwe Böhnhardt, und nachdem Beate Zschäpe, das dritte Mitglied der Terrorzelle, Bekennervideos versandt hatte.

## Aufarbeitung und Gedenken
Die Angehörigen beteiligten sich – wie auch die Familie des ersten NSU-Opfers Enver Şimşek – am 6. Mai 2006 an einem Schweigemarsch mit 2000 Personen in Kassel, den die Familie Yozgat, deren Sohn Halit zwei Tage nach Kubaşık Opfer des NSU geworden war, organisiert hatte. Bei einem weiteren Schweigemarsch einen Monat später in Dortmund nahmen 200 Menschen teil. Kubaşıks Tochter Gamze wurde zu einem der öffentlichen Gesichter der Familien der NSU-Opfer. So sprach sie gemeinsam mit Semiya Şimşek, der Tochter Enver Şimşeks, bei der zentralen Gedenkveranstaltung der Bundesrepublik im Schauspielhaus am Gendarmenmarkt Anfang 2012.
Erst ab Ende 2011 wurde gegen Beate Zschäpe und mehrere mutmaßliche Gehilfen ermittelt. Das Bundeskriminalamt geht wegen einer Postkarte vom September 2005, die laut Schriftgutachten von Uwe Böhnhardt geschrieben, in Dortmund abgestempelt und an die damalige Zwickauer Wohnung des NSU-Trios adressiert worden war, davon aus, dass Böhnhardt den Kiosk zuvor ausspähte. Kurz vor dem Mord, zuletzt am 3. April 2006, wurden am Rechner in der NSU-Wohnung Ausschnitte des Dortmunder Stadtplans mit Hilfe eines Routenplaners ausgedruckt, die mit mehreren Markierungen versehen wurden (allerdings nicht vom Tatort). In den Resten der NSU-Wohnung fanden Ermittler im November 2011 auch Dutzende Adressen von politischen Gegnern sowie muslimischen und jüdischen Einrichtungen in Dortmund. Am 3. April 2006, einen Tag vor dem Mord an Kubaşık, war auf den Namen Holger Gerlach – dessen Identität sich Böhnhardt häufig zur Tarnung zu eigen machte – in Chemnitz „sehr kurzfristig“ ein Wohnmobil gemietet worden, das am 7. April 2006, einen Tag nach dem Mord an Halit Yozgat, wieder abgegeben worden war. Die Tat ist dem NSU zuzurechnen, weil sie im von Zschäpe versandten Bekennervideo als Teil ihrer „Deutschlandtour“ genannt wird und im Schutt der letzten NSU-Wohnung in deren Pressearchiv ein Artikel zum Mord an Kubaşık gefunden wurde. Eine Zeugin sah vor dem Kiosk im zeitlichen Zusammenhang mit der Tat zwei Männer mit Fahrrad, die sie als „Junkies oder Nazis“ beschrieb und deren Körperbau und Alterzuschreibung auf Mundlos und Böhnhardt passen.
Im NSU-Prozess vor dem Oberlandesgericht München waren ab 2013 Zschäpe als Mittäterin des Mordes und vier Gehilfen angeklagt. Die Familie Kubaşık gehörte dort zu den Nebenklägern und wurde von neun Rechtsanwälten vertreten, die jeweils unterschiedliche Komplexe bearbeiteten. Diese drangen darauf, über die Anklageschrift des Generalbundesanwalts hinaus die möglichen Hintermänner, insbesondere mutmaßliche lokale Kontaktpersonen der Angeklagten, in Dortmund ins Blickfeld zu nehmen. Es werden Verbindungen des NSU zur Dortmunder Neonazi-Szene vermutet; sie waren mutmaßlich mit der rechtsextremen Band Oidoxie und der örtlichen gewaltbereiten Gruppe des Combat 18 bekannt. Der Tatort war wenige hundert Meter von der damaligen Wohnung des Neonazis Siegfried Borchardt und vom Neonazi-Treff „Deutscher Hof“ entfernt. Bei den Schlussvorträgen des Prozesses im November 2017 plädierten Elif und Gamze selbst. Im Juli 2018 wurde Zschäpe wegen Mittäterschaft unter anderem am Mord an Kubaşik zu lebenslanger Haft verurteilt, ohne selbst am Tatort anwesend gewesen zu sein. Ralf Wohlleben und Carsten Schultze wurden wegen Beihilfe zum Mord unter anderem an Kubaşik zu zeitigen Haftstrafen verurteilt, weil sie die Tatwaffe beschafft hatten. Alle Urteile sind  nach Abweisung der Revisionsanträge durch den Bundesgerichtshof spätestens seit Dezember 2021 rechtskräftig.
Ab Januar 2016 befasste sich der NSU-Untersuchungsausschuss des nordrhein-westfälischen Landtags mit diesen Umständen. Dabei wurde die These erwogen, Kubaşık sei möglicherweise deshalb als Opfer ausgewählt worden, weil sich der Kiosk in der Nähe des Todesortes des von der NS-Propaganda als „Blutzeugen“ bezeichneten SA-Mitglieds Adolf Höh befunden habe, der 1930 bei gewaltsamen politischen Auseinandersetzungen umgebracht worden war. Der Ausschuss kam in seinem Schlussbericht 2017 zum Ergebnis, dass die Ermittlungen nach dem Mord im Umfeld der Familie den Blick verstellt hätten und von Vorurteilen geleitet gewesen seien. Grüne und Piratenpartei kamen in ihren Sondervoten zum Schluss, die Familie sei durch die Art der Ermittlungen stigmatisiert und kriminalisiert worden; Polizei und Staatsanwaltschaften müssten in Hinblick auf strukturellen Rassismus untersucht werden. Zudem legte der Abschlussbericht die engen Verbindungen der Dortmunder Neonaziszene nach Kassel offen, die jedoch nach Ansicht der Grünen noch nicht ausreichend aufgeklärt sind.

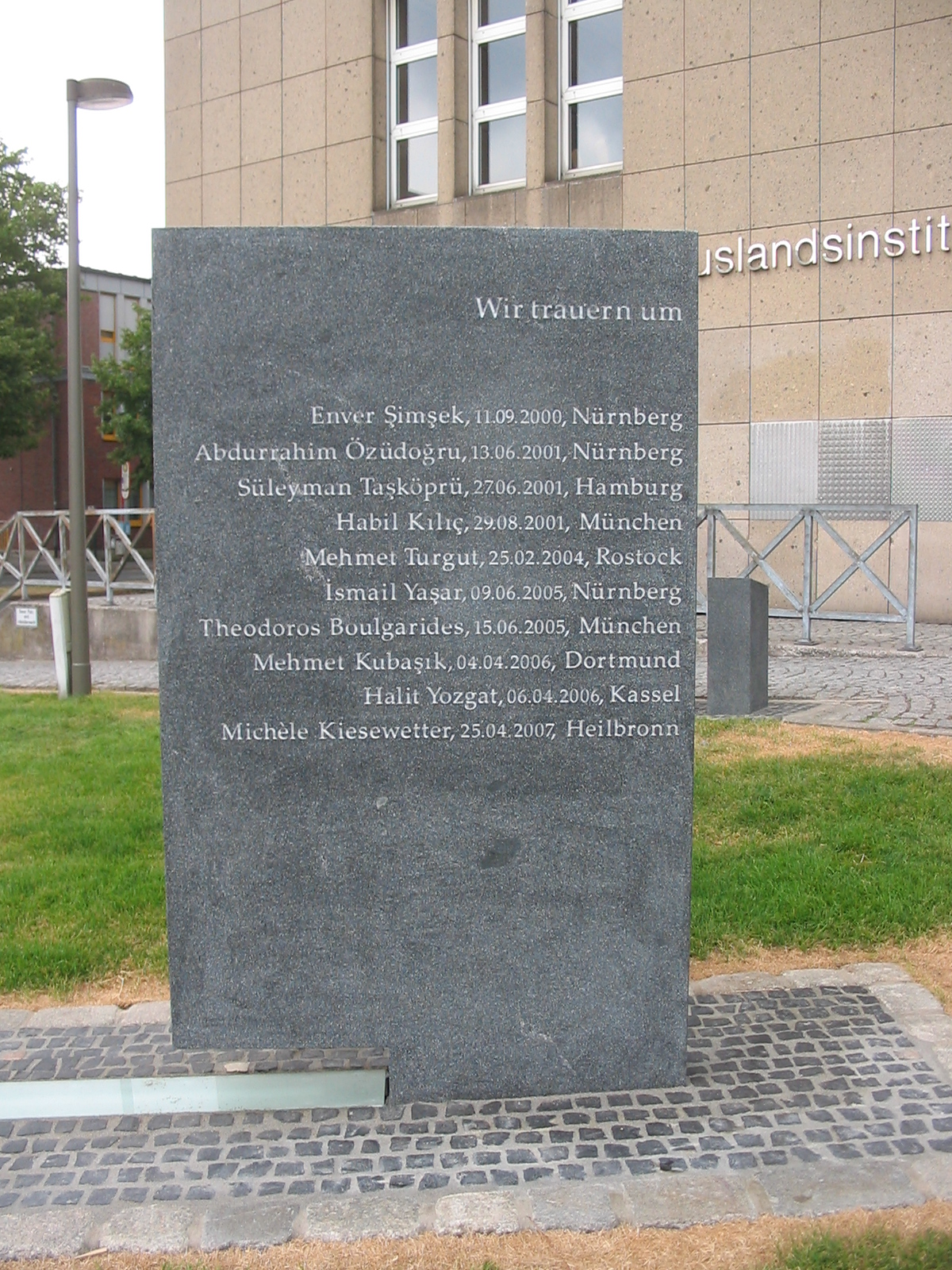
Mahnmal für alle NSU-Todesopfer beim Dortmunder Hauptbahnhof (2013)

Mehmet Kubaşık wurde in der Türkei in der Provinz Kahramanmaraş begraben. In den Bürgersteig vor dem früheren Kiosk Kubaşıks wurde im September 2012 zu seinen Ehren ein Gedenkstein eingelassen. In der Nähe des Dortmunder Hauptbahnhofs wurde im Juli 2013 in Anwesenheit von Kubaşıks Witwe ein Mahnmal für alle zehn Todesopfer des NSU – entsprechend ähnlichen Orten in anderen betroffenen Städten – eingeweiht. Dortmunder Neonazis haben immer wieder versucht, das Gedenken zu stören. Wiederholt wurde Kubaşık mit Kundgebungen und Ehrungen gedacht; zum zehnten Todestag erinnerten die Fußballfans von Borussia Dortmund in Anwesenheit der Angehörigen bei einem Heimspiel mit einem Spruchband an den Ermordeten.
Am 5. Februar 2019 beschloss die Bezirksvertretung Innenstadt-Nord, den Platz im Karree „Münsterstraße/Mallinckrodtstraße/Kleine Burgholzstraße“ nach Mehmet Kubaşık zu benennen. Die Umbenennung erfolgte am 8. November 2019.